# Viscount Ashbrook
Viscount Ashbrook ist ein erblicher britischer Adelstitel in der Peerage of Ireland.
Aktueller Familiensitz der Viscounts ist Arley Hall bei Arley in Cheshire. Frühere Familiensitze waren Castle Durrow bei Durrow im County Laois und Beaumont Lodge bei Old Windsor in Berkshire.

## Verleihung und nachgeordnete Titel
Der Titel wurde am 30. September 1751 für Henry Flower, 2. Baron Castle Durrow geschaffen.
Er hatte bereits 1746 von seinem Vater den fortan nachgeordneten Titel Baron Castle Durrow, of Castle Durrow in the County of Kilkenny, geerbt, der diesem am 27. Oktober 1733 ebenfalls in der Peerage of Ireland verliehen worden war.
Heutiger Titelinhaber ist seit 1995 sein Ur-ur-ur-ur-ur-urenkel Michael Flower als 11. Viscount.

## Liste der Barone Castle Durrow und Viscounts Ashbrook

### Barone Castle Durrow (1733)
- William Flower, 1. Baron Castle Durrow (1685–1746)
- Henry Flower, 2. Baron Castle Durrow († 1752) (1751 zum Viscount Ashbrook erhoben)

### Viscounts Ashbrook (1751)
- Henry Flower, 1. Viscount Ashbrook († 1752)
- William Flower, 2. Viscount Ashbrook (1744–1780)
- William Flower, 3. Viscount Ashbrook (1767–1802)
- Henry Flower, 4. Viscount Ashbrook (1776–1847)
- Henry Flower, 5. Viscount Ashbrook (1806–1871)
- Henry Flower, 6. Viscount Ashbrook (1829–1882)
- William Flower, 7. Viscount Ashbrook (1830–1906)
- Robert Flower, 8. Viscount Ashbrook (1836–1919)
- Llowarch Flower, 9. Viscount Ashbrook (1870–1936)
- Desmond Flower, 10. Viscount Ashbrook (1905–1995)
- Michael Flower, 11. Viscount Ashbrook (* 1935)

Titelerbe (Heir apparent) ist der Sohn des aktuellen Titelinhabers Hon. Rowland Flower (* 1975).